# Kei Omoto
Kei Omoto (født 21. juli 1984) er en japansk fodboldspiller, som spiller for den japanske fodboldklub Blaublitz Akita.